# 松山郵便局 (山形県)
松山郵便局（まつやまゆうびんきょく）は、山形県酒田市にある郵便局。
かつては郵便区番号「999-68」の配達を受け持つ集配郵便局であったが、現在は平田郵便局に移管され無集配郵便局となっている。

## 所在地
〒999-6861 山形県酒田市山田23-7

## 沿革
- 1873年（明治6年）：松嶺郵便取扱所として開局[1]。
- 1875年（明治8年）1月1日：五等郵便局の松嶺郵便局となる[1]。
- 1881年（明治14年）5月：四等郵便局となり、貯金および為替事務開始[1]。
- 1886年（明治19年）4月26日：三等郵便局となる[2]。
- 1896年（明治29年）7月1日：小包郵便取扱開始[3]。
- 1897年（明治30年）
  - 3月1日：三等郵便電信局となり、松嶺郵便電信局に改称[4]。
  - 3月10日：電信為替事務開始[5]。
- 1903年（明治36年）4月1日：通信官署官制の施行に伴い松嶺郵便局（三等）となる[6]。
- 1909年（明治42年）10月16日：電話通話事務開始[7]。
- 1923年（大正12年）5月26日：特設電話加入申請受理開始[8]。
- 1924年（大正13年）2月21日：電話交換業務開始、併せて託送電報も取扱う[9]。
- 1928年（昭和3年）3月11日：集配区内に飽海田澤郵便取扱所設置[10]。
- 1933年（昭和8年）2月16日：飽海田澤郵便取扱所が飽海田澤郵便局（三等、無集配）に改定[11]。
- 1936年（昭和11年）12月16日：飽海田澤郵便局にて集配事務開始[12]。
- 1963年（昭和38年）3月30日：郵便区内に臼ケ沢簡易郵便局開局[13]。
- 1972年（昭和47年）6月21日：電気通信業務廃止、電話交換は酒田電報電話局に、和文電報配達は山形平田電報電話局にそれぞれ移管[14]。
- 1985年（昭和60年）11月3日：風景入通信日附印使用開始[15]。
- 1988年（昭和63年）12月5日：松山郵便局に改称[16]。
- 1992年（平成4年）9月7日：清川郵便局集配廃止に伴い、その一部を継承[17]。
- 2005年（平成17年）11月1日：松山町が合併し、酒田市の郵便局となる[18]。
- 2019年（平成31年）3月4日：集配業務を平田郵便局へ移管、無集配局となる。

## 取扱内容
- 郵便、印紙、ゆうパック、内容証明
- 貯金、為替、振替、振込、国際送金、国債、投資信託
- 生命保険、バイク自賠責保険
- ゆうちょ銀行ATM

## 周辺
- 酒田警察署松山駐在所